# USS John C. Stennis (CVN-74)
USS John C. Stennis (CVN-74) é um super-porta-aviões de propulsão nuclear norte-americano da classe Nimitz pertencente a Marinha de Guerra dos Estados Unidos.
O nome do navio homenageia o senador norte-americano pelo estado de Mississippi John C. Stennis.

## Ligação externa
- «Site Oficial.» (em inglês)
- «USS John C. Stennis, NAVSHIPSO NAVSEA Shipbuilding Support Office, Norfolk Naval Shipyard.» (em inglês)